# Vopnafjörður (Fjord)
Der Vopnafjörður ist ein Fjord im Norden Islands zwischen dem Héraðsflói und dem Þistilfjörður.

## Lage und Daten
Er liegt westlich der Halbinsel Kollumúli und östlich Halbinsel Digranes. Er ist etwa 18 Kilometer breit und reicht 20 Kilometer weit in das Land. 
Im Inneren dieses Fjords auf der Landzunge Kolbeinstangi liegt der Ort Vopnafjörður, der einzige Ort an dieser Küste. Östlich des Ortes weiter innen im Fjord mündet der Fluss Hofsá. Westlich der Landzunge heißt die Bucht Nípsfjörður.